# لويس روميرو (لاعب كرة قدم)
لويس روميرو هو لاعب كرة قدم إكوادوري في مركز الدفاع، ولد في 15 مايو 1984 في تشوني في الإكوادور. لعب مع إل. دي. يو. كيتو.

## وصلات خارجية
- لويس روميرو (لاعب كرة قدم) على موقع قاعدة بيانات كرة القدم.إي يو (الإنجليزية)
- لويس روميرو (لاعب كرة قدم) على موقع Soccerway.com (الإنجليزية)